# Нанобиочипы
Нанобиочип — биочип, в котором информация считывается не оптическим способом, а электронным. В основе функционирования электронного нанобиочипа лежит свойство изменения проводимости одноцепочечного олигонуклеотида при его гибридизации с комплементарным участком. Это позволяет уменьшить размер биочипа до нанометровых размеров и повысить его производительность в миллион раз по сравнению с оптическим ДНК-биочипом. Электронный нанобиочип может быть использован для диагностики различных заболеваний и одновременного секвенирования сотен тысяч генов, что делает реальным создание генетического паспорта отдельного человека.